# Торцовочная пила

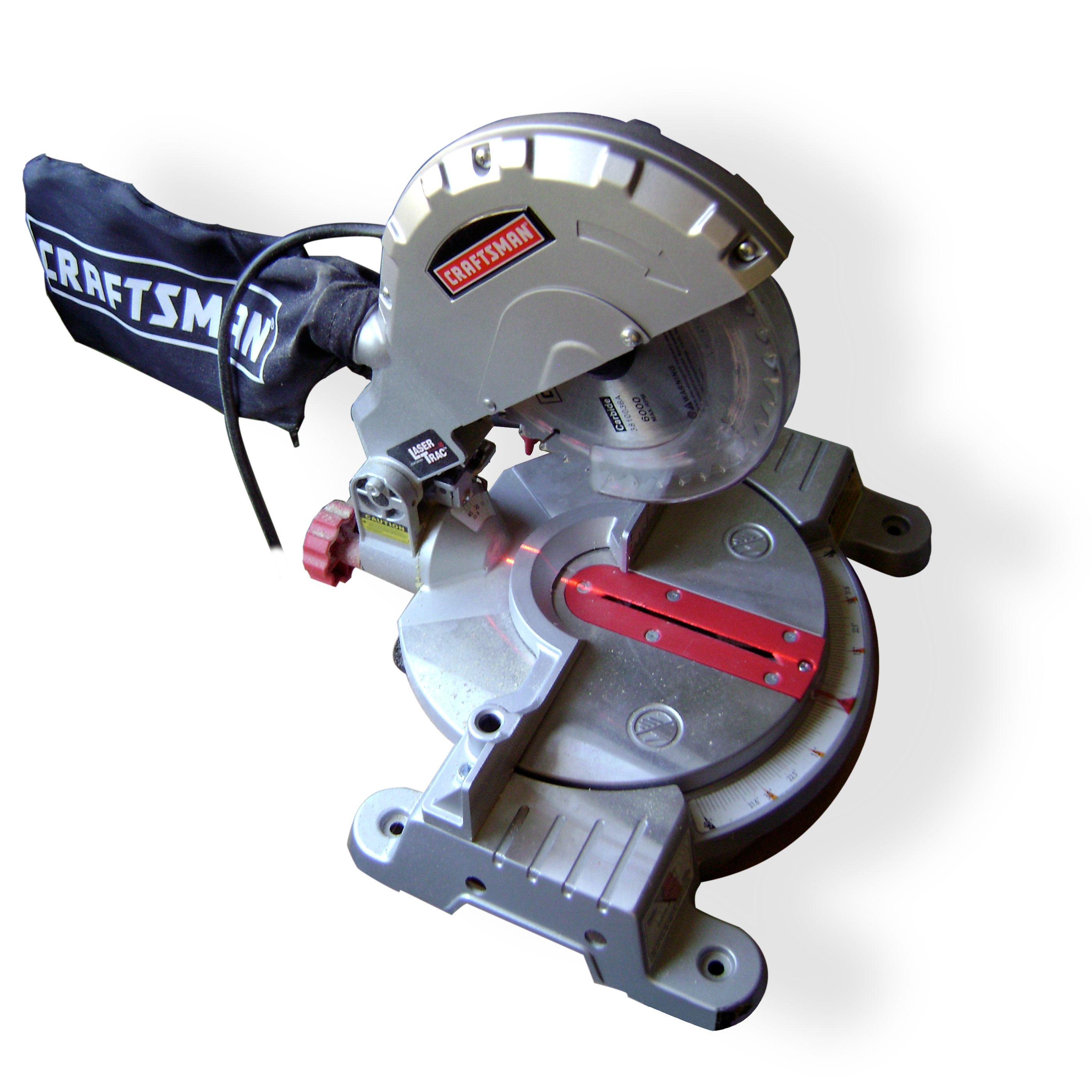
Электрическая торцовочная пила с установкой угла реза в двух плоскостях (вращение стола, наклон рычага), мешком-пылесборником и неподвижной лазерной подсветкой реза

Торцо́вочная пила́, торцово-усовочная пила, ма́ятниковая пила, комбини́рованная пила, электрическое стусло — циркулярная (круглая) пила с электрическим сетевым (редко — аккумуляторным) приводом для поперечного распила длинных заготовок как под прямым, так и под произвольно выбранным углом. Данные пилы предназначены для распила дерева и композитных материалов на его основе, а при установке особых пильных дисков — для распила тонких металлических и пластиковых профилей и труб. Аналогичные устройства для резки арматуры, плитки, камня и бетона к торцовочным пилам не относятся. Торцовочными пилами не работают на весу: они требуют установки на неподвижное основание; однако, в отличие от стационарных торцовочных и распиловочных станков, допускают переноску и работу на временных (импровизированных) основаниях.
Простейшая маятниковая пила собирается на горизонтальной станине, к которой крепится поворотный круг. К тыльной (дальней от оператора) стороне поворотного круга подпружиненным шарниром крепится поворотный рычаг («маятник»), на котором закреплена электрическая дисковая пила. Заготовка подаётся вдоль направляющей, прикреплённой к станине, а угол реза относительно направляющей выбирается поворотом круга вокруг вертикальной оси. Для выполнения реза оператор утапливает рычаг с дисковой пилой в неподвижную заготовку; для беспрепятственного утапливания в поворотном круге предусмотрена прорезь. В комбинированной пиле с установкой угла реза в двух плоскостях к описанной конструкции добавляется шарнир, позволяющий вращать рычаг с дисковой пилой относительно горизонтальной оси. Обычно поворот вокруг горизонтальной оси допускается только в одну сторону: диск пилы наклоняется влево от оператора (наклону вправо мешает электропривод, который обычно крепится справа от диска в расчёте на оператора-правшу).

Размеры заготовок, распиливаемых под прямым углом обычной маятниковой пилой (слева) и пилой с горизонтальным перемещением (справа) для диска диаметром 255 мм (10 дюймов). Данные на примерах Makita 1040, LS1018)

Диаметр диска переносных торцовочных пил составляет от 190 до 355 мм (7,5-14 дюймов); наиболее распространены калибры 8,5, 10 (250—260 мм) и 12 дюймов. Типичная маятниковая пила с десятидюймовым диском способна пилить под прямым углом брус 95×95 мм (струганая сотка) или доску 69*135 мм. При установке любых иных углов допустимый размер заготовки уменьшается. Иными словами, маятниковая пила непригодна не только для продольного распила, но и для поперечного распила достаточно широких заготовок (выход — использование переворота заготовки, что позволяет удвоить ширину реза; для распилов под углом можно комбинировать поворот заготовки с поворотом пилы на 90°). Для них предназначены торцовочные пилы с горизонтальным перемещением, в которых утапливание рычага с пилой (поперечный рез в глубину) дополняется поперечным перемещением рычага вдоль его собственной направляющей (поперечный рез по горизонтали).

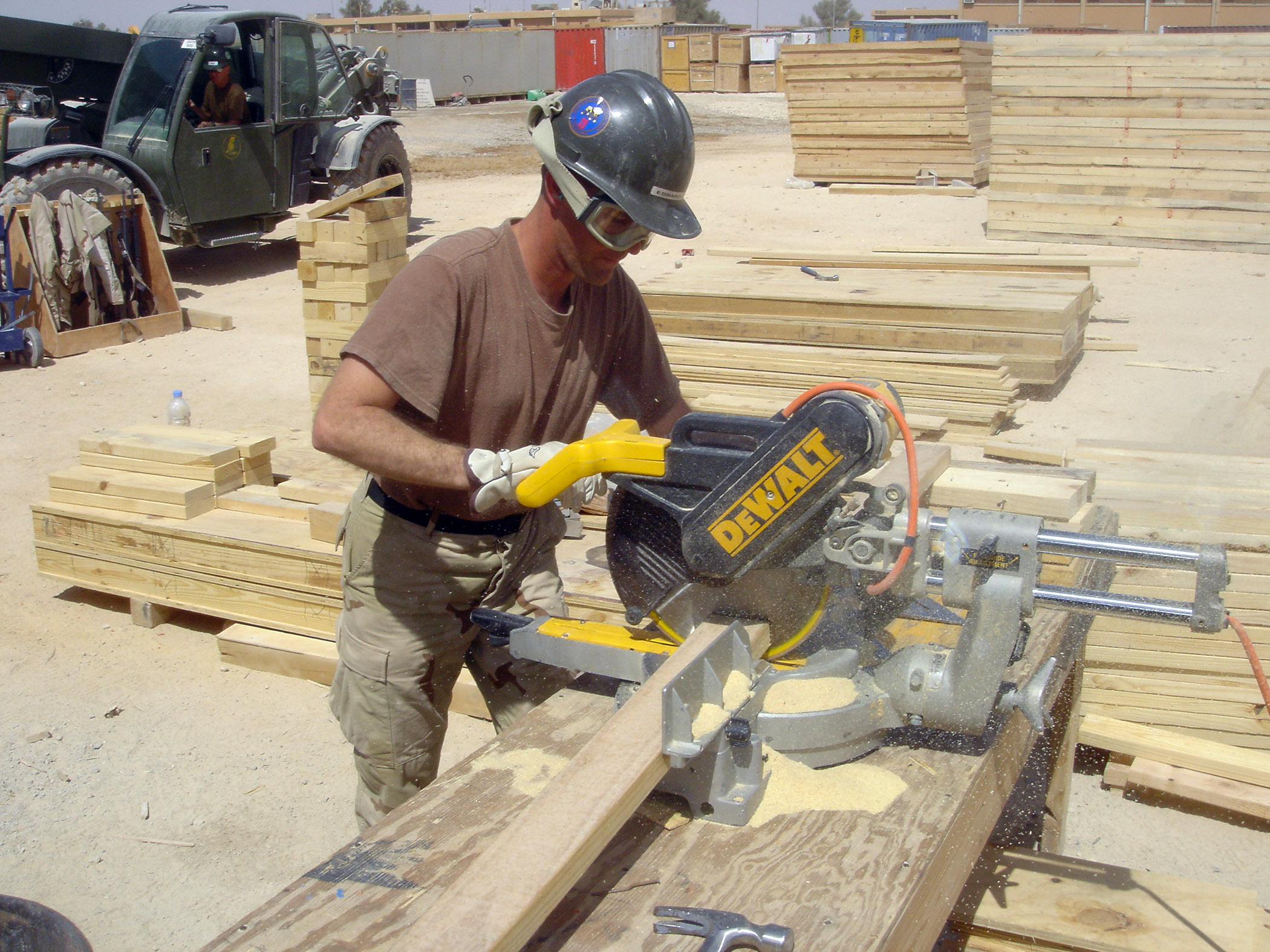
Пила с горизонтальным перемещением. Две полированные штанги (справа) — направляющие горизонтального хода дисковой пилы

Все торцовочные пилы комплектуются штатными мешками-пылеуловителями. Вместо мешка к патрубку пилы можно подключать шланг пылесоса или стационарной системы пылеудаления.
Современные пилы иногда имеют лазерную подсветку линии реза. Простейший лазерный указатель представляет собой плоскую шайбу, в которую встроен светильник с батарейным питанием, центробежным выключателем и единственным лазерным диодом. Шайба крепится непосредственно на шпиндель пилы, вплотную к пильному диску; с началом вращения светодиод включается и проецирует плоскость диска на окружающие предметы. Также используются неподвижные лазерные подсветки, крепящиеся к кожуху диска. Лазерная подсветка целесообразна при резке сложных криволинейных профилей; в работе с простыми досками и брусьями она обычно не нужна. Важнее иметь качественные, хорошо читаемые указатели углов установки с чёткими фиксаторами положения и тщательно выставлять «нули» транспортиров.